# متلازمة شوغرن لارسون
متلازمة شوغرن لارسون (بالإنجليزية: Sjögren–Larsson syndrome)‏ هي شكل وراثي جسمي نادر متنحي من السماك المصحوب بأعراض عصبية. :485 :564 يمكن التعرف عليه من خلال ثالوث من الاضطرابات الطبية. الأول هو السماك، وهو عبارة عن تراكم للجلد لتشكيل غطاء يشبه القشور يسبب جفاف الجلد ومشاكل أخرى. المعرف الثاني هو الشلل النصفي الذي يتميز بتشنجات الساق. المعرف النهائي هو التأخير الفكري.
تجدث المتلازمة بسبب طفرة في جين نازع هيدروجين الألدهيد الدهني الموجود في الكروموسوم 17. من أجل أن يتلقى الطفل المتلازمة، يجب أن يكون كلا الوالدين حاملين لجين إس إل إس. إذا كانوا حاملين للمرض، فإن طفلهم لديه فرصة ¼ للإصابة بالمرض. في عام 1957 اقترح شوغرن ولارسون أن السويديين المصابين بالمرض ينحدرون جميعًا من سلف مشترك منذ 600 عام. اليوم فقط 30-40 شخصًا في السويد يعانون من هذا المرض.

## العلامات والأعراض
- جلد جاف ومتقشر مشابه لجميع أنواع السماك الأخرى (أنواع السماك).
- مشاكل عصبية - يمكن أن يسبب هذا غالبًا شللًا خفيفًا في الساقين
- إعاقة ذهنية خفيفة إلى متوسطة.
- غالبًا ما ترتبط السمات العينية، والتي تشمل التغيرات الصباغية في شبكية العين.

## وقت ضهور المرض
العرض المعتاد للاعتلال البقعي البلوري هو من سن 1-2 سنوات فصاعدًا.

## الأسباب
يرتبط بنقص إنزيم نازعة هيدروجين الألدهيد الدهني (ALDH3A2) الذي تم ترميزه على الذراع القصيرة للكروموسوم 17 (17p11.2). تم تحديد ما لا يقل عن 11 طفرة متميزة. 
بدون إنزيم نازعة هيدروجين الألدهيد الدهني، فإن الجسم غير قادر على تكسير الألدهيدات الدهنية المتوسطة والطويلة السلسلة والتي تتراكم بعد ذلك في أغشية الجلد والدماغ. 

## التشخيص
يتم التشخيص من خلال فحص الدم لمعرفة ما إذا كان نشاط إنزيم نازعة هيدروجين الألدهيد الدهني طبيعيًا.  يمكن أيضًا استخدام التسلسل الجيني، والذي يمكن أن يستخدمه أيضًا الآباء المحتملون لمعرفة ما إذا كانوا حاملين.

## العلاج
عادة ما يتم علاج السماك بمرهم موضعي وقد تستخدم مضادات الاختلاج لعلاج النوبات ويمكن تحسين التشنجات بالجراحة.

## وصلات خارجية
Sjögren، K. G. Torsten؛ Larsson، Tage K. (1957). "Oligophrenia in combination with congenital ichtyosis and spastic disorders; a clinical and genetic study". Acta Psychiatrica Scandinavica. Copenhagen. ج. 32 ع. supplement 113: 9–105. DOI:10.1111/j.1600-0447.1956.tb04725.x. PMID:13457946. S2CID:72058188.